# Австралийская ворона
Австралийская ворона (лат. Corvus coronoides) — вид птиц из рода во́ронов.

## Описание
Австралийская ворона впервые описана в 1827 году. Прилагательное coronoides («воронообразный») образовано от др.-греч. κορονη (corone) — «ворона» и ειδος (eidos) — «форма».
У австралийской вороны есть несколько альтернативных названий, например «южная ворона», а местные жители (племена эора и даруг), населяющие бухту Сиднея, называют её «wugan».
Австралийская ворона — самый крупный вид среди трёх видов ворон, населяющих Австралию. Её длина — 46—53 см, размах крыльев — 100 см, вес — около 650 г. Она мельче обыкновенного ворона, но в остальном очень на него похожа.
Оперение, клюв и ноги полностью чёрные, перья обладают глянцевым от сине-фиолетового до сине-зелёного блеском, серые у основания, радужка глаза белая, что характерно для всех видов ворон, населяющих Австралию и близлежащие острова на севере. Австралийскую ворону отличают очень заметные шейные перья.
Молодняк напоминает взрослых особей, но их глаза более тёмного оттенка, на горле перья короткие, и иногда довольно редки, обнажая розовые участки кожи.
Близкие родственники: австралийский ворон (Corvus orru), беннетов ворон (Corvus bennetti), тасманийский ворон (Corvus tasmanicus) и южноавстралийская ворона (Corvus mellori).

### Подвиды австралийской вороны
Различают 2 подвида австралийской вороны:
- C. c. coronoides, проживающий в Восточной Австралии;
- C. c. perplexus, который встречается от Большого Австралийского залива в Южной Австралии и далее вглубь Западной Австралии. На севере ареал доходит до залива Шарк-Бей и границы между областями распространения акации и эвкалиптов (mulga-eucalypt boundary line).

Гибридных птиц встречают на полуострове Эйр, горах Голер и в окрестностях озера Эйр в Южной Австралии.

## Среда обитания
В сельских районах одна пара птиц с выводком занимает около квадратного километра территории, в то время как в городских районах на участке такого же размера может находить пропитание в десять раз большее количество ворон.

## Распространение
Ареал вида — юго-восточная Австралия и южная часть западной Австралии, популяции соединяются узким отрезком вдоль равнины Налларбор. Является типичной птицей для таких городов как Сидней и Канберра.

## Питание
Австралийская ворона всеядна. Она употребляет в пищу зерна, фрукты, насекомых, мелких животных, яйца, небольшие рептилии, падаль. В основном эти птицы плотоядны.
Предпочтительное соотношение пищи в процентах:
- 34 % падаль
- 42 % беспозвоночных
- 24 % растительного материала

Пищу находят в основном на земле, время от времени кормятся на деревьях. В городских условиях находят пищу в мусорных отходах людей.
Также было обнаружено, что птицы питались нектаром из эвкалиптовых цветов.

## Гнездование
Гнездо австралийских ворон по форме напоминает чашу, сделанную из палок, чередующихся со слоями травы, коры и перьев.
Постройкой гнезда занимаются и самец и самка, позже они вместе вскармливают птенцов. Высиживают яйца только самки, обзаводятся выводком только раз в год.
Сезон размножения длится с июля по сентябрь.
Вороны гнездятся в высоких деревьях, подальше от земли. Одна кладка состоит из 3-6 яиц (в среднем бывает 4 или 5 штук). Их размер — 45×30 мм (1¾ x 1¼ дюйма), бледно-зелёного или голубовато-зелёного цвета с пятнами более тёмного оливкового, коричневого и чёрного цвета.
Инкубационный период длится 20 дней. Молодняк оперяется ещё в течение 45 дней и остаётся с родителями на четыре месяца.

## Жизнь вблизи людей
Нередко австралийские вороны воруют скот на фермах, предпочитая нападение поиску пищи. Как правило они выбирают слабых и больных особей, тем не менее это вызывает недовольство фермеров, которые стали приписывать этим птицам необычайные истории о том, как они воровали не только ягнят, но и маленьких детей. В связи с чем были проведены исследования и написана подробная статья.

## Голос
Голос звучит как неторопливое и достаточно высокое «а — а — а — aaaaх» (последняя нота звучит протяжно).
Этот звук используется для общения с ближайшими воронами в округе. Пять австралийских видов очень трудно отличить друг от друга, а по голосу сделать это гораздо проще.